# Sinfonía n.º 39 (Haydn)

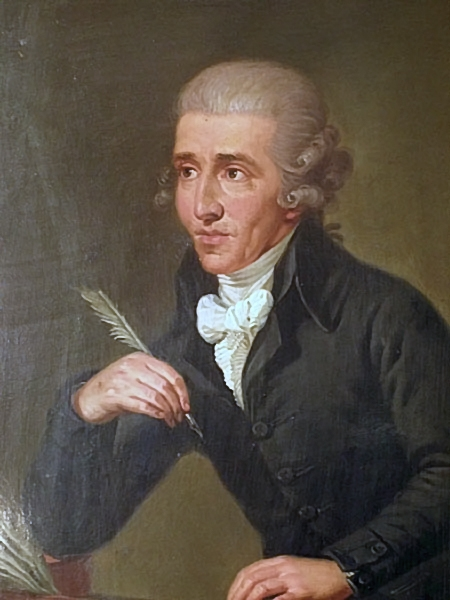
Haydn hacia 1770.

La Sinfonía n.º 39 en sol menor, Hob. I:39 fue compuesta por Joseph Haydn en algún momento entre 1765 y 1768, durante el periodo Sturm und Drang del compositor.

## Historia
La producción sinfónica del maestro austríaco puede dividirse a grandes rasgos en tres bloques temporales: el primer bloque (1757-1761) se corresponde con su periodo al servicio del conde Carl von Morzin (n.º 1 - n.º 5); el segundo bloque en la corte Esterházy (1761-1790 pero con la última sinfonía para el público de Esterházy en 1781); y el tercer bloque (1782-1795) comprende las Sinfonías de París (n.º 82 - n.º 87) y las Sinfonías de Londres (n.º 93 - n.º 104). El 1 de mayo de 1761 el compositor firmó su contrato como vice-kapellmeister (más tarde kapellmeister) de la familia Esterházy, que nominalmente duró 48 años, hasta su muerte.
La composición de esta pieza se desarrolló en algún momento entre 1765 y 1768. Según Stevenson, esta sinfonía fue escrita un poco antes de lo que sugiere su numeración habitual, probablemente en 1766 o 1767. Fue cerca de la época en la que Haydn fue ascendido al cargo de kapellmeister al servicio del príncipe Nicolás Esterházy, puesto que la orquesta a su disposición el compositor incluía cuatro trompas.

## Instrumentación
La partitura está escrita para una orquesta formada por:
- Viento madera: 2 oboes y 1 fagot.
- Viento metal: 4 trompas (dos en si bemol alto y dos en sol).
- Cuerda: una sección de cuerdas con 2 violines (divididos en dos), viola, violonchelo y contrabajo.
- Teclado: clavecín como bajo continuo.

Haydn cuenta con cuatro trompas afinadas en si bemol alto y en sol, lo cual significa que puede marcar acordes completos para las trompas, y también que todavía tiene dos trompas disponibles cuando utiliza la tonalidad relativa mayor de si bemol mayor. Esto permite una partitura más rica y dramática. En aquella época se solía emplear un fagot para amplificar la voz del bajo, incluso sin una notación separada. En cuanto a la participación del clavecín como bajo continuo en las sinfonías de Haydn existen diversas opiniones entre los estudiosos: James Webster se sitúa en contra; Hartmut Haenchen a favor; Jamie James en su artículo para The New York Times presenta diferentes posiciones por parte de Roy Goodman, Christopher Hogwood, H. C. Robbins Landon y James Webster. A partir de 2019 la mayor parte de las orquestas con instrumentos modernos no utiliza el clavecín como continuo. No obstante, existen grabaciones con clavecín en el bajo continuo realizadas por: Trevor Pinnock (Sturm und Drang Symphonies, Archiv, 1989-1990); Nikolaus Harnoncourt (n.º 6–8, Das Alte Werk, 1990); Sigiswald Kuijken (incluidas las Sinfonías de París y Londres; Virgin, 1988-1995); Roy Goodman (Ej. n.º 1-25, 70-78, 82-87; Hyperion, 2002).

## Estructura y análisis
La sinfonía consta de cuatro movimientos:
- I. Allegro assai, en sol menor 2
4
- II. Andante, en mi bemol mayor 3
8
- III. Menuet, en sol menor – Trio, en si bemol mayor 3
4
- IV. Allegro di molto, en sol menor 4
4

La interpretación de esta obra dura aproximadamente entre 15 y 20 minutos. La elección de la tonalidad de sol menor induce a pensar que esta sinfonía es una de las que podrían llevar la etiqueta ligeramente posterior de Sturm und Drang. Se trata de la primera sinfonía en modo menor de Haydn asociada con su período Sturm und Drang, como la Sinfonía n.º 45. La obra influyó e inspiró futuras sinfonías en sol menor como las de Johann Baptist Wanhal, Johann Christian Bach (Op. 6, n.º 6) y Wolfgang Amadeus Mozart (la n.º 25).

### I.Allegro assai
El primer movimiento, Allegro assai, está escrito en la tonalidad de sol menor, en compás de 4/4 y sigue la forma sonata. El lenguaje armónico de los movimientos exteriores es inusualmente áspero. Presenta un tema principal nervioso y excitado interrumpido por frecuentes silencios. Tanto el primero como el segundo tema empiezan con los dos primeros compases de material melódico. El compositor genera tensión mediante el recurso de mantener el primer sujeto en calma, como si estuviera siendo reprimido, así como con la inclusión de momentos de silencio. El primer tema contiene el único material melódico relevante del movimiento. Aunque hay una idea secundaria, se utiliza sobre todo para las transiciones.

### II.Andante
El segundo movimiento, Andante, está en mi bemol mayor y en compás de 3/8. El movimiento lento está escrito solamente para las cuerdas, y resulta un poco anticuado después de las aventuras armónicas y el estilo Sturm und Drang del movimiento de apertura. Brown describe el Andante como "uno de los movimientos lentos de Haydn más galante, con su compás de métrica pequeña, tresillos de semicorcheas, resbalones, resoluciones débiles, ecos y una textura fina y delicada en general".

### III.Menuet– Trio
El tercer movimiento, Menuet – Trio, está en sol menor que en el trío pasa a mi bemol mayor y el compás es 3/4. El minueto con el modo menor vuelve a entrar en el mundo sombrío y serio del movimiento inicial. El trío, en modo mayor, contrasta con su carácter jovial y brillante que presenta notas agudas para la primera trompa.

### IV.Allegro di molto
El cuarto y último movimiento, Allegro di molto, retoma la tonalidad inicial y el compás es 4/4. El frenético Finale está en Sturm und Drang y lleva la pieza a una enérgica conclusión. Recupera la gran inventiva y el tono oscuro del movimiento de apertura, y añade un enérgico impulso y agitación.